# ケニー・ペリー
ケニー・ペリー（Kenny Perry, 1960年8月10日 - ）は、アメリカ合衆国ケンタッキー州エリザベスタウン出身の男子プロゴルファー。1996年の全米プロゴルフ選手権と2009年のマスターズで、メジャー大会に2度の2位がある。彼はこれまでにアメリカPGAツアーで14勝を挙げているが、そのうち41歳を過ぎてから11勝しており、男子プロゴルフ界でも遅咲きタイプの選手として知られる。身長188cm、体重100kgの大柄な体格である。
ペリーは父親の勧めで7歳からゴルフを始め、西ケンタッキー大学を経て1982年にプロ入りした。1987年からPGAツアーのメンバーになり、1991年5月の「メモリアル・トーナメント」でツアー初優勝を果たす。それから1994年の「ニューイングランド・クラシック」と1995年の「ボブ・ホープ・クライスラー・クラシック」で優勝した。1996年の全米プロゴルフ選手権で、ペリーに最初のチャンスが訪れる。開催コースは、ペリーの故郷の地であるケンタッキー州ルイビルの「バルハラ・ゴルフクラブ」（パー72）であった。ペリーとマーク・ブルックスの2人が 11 アンダーパー（-11, 277ストローク）で並び、優勝争いはプレーオフにもつれこんだ。14番ホールに移ったプレーオフの1ホール目で、ペリーはブルックスに敗れ、ここでメジャー優勝のチャンスを逃した。
ブルックスにプレーオフで敗れた後、ペリーは長い低迷期を迎えた。41歳の誕生日の2日後、2001年8月12日に「ビュイック・オープン」で6年ぶりのツアー4勝目を挙げる。2003年、ペリーは43歳で年間3勝を獲得し、5月末の「バンク・オブ・アメリカ・コロニアル」と「メモリアル・トーナメント」で2週連続優勝を達成した。その勢いに乗り、全米オープンで3位に入賞する。続いて7月中旬の「グレーター・ミルウォーキー・オープン」でシーズン3勝目を挙げ、全英オープンでも8位に入った。こうしてペリーは2003年度のツアー賞金ランキングで6位に入り、世界ランキングも8位に上昇して、43歳にして初の世界トップ10入りを果たした。
その後もペリーは遅咲き選手として優勝を積み重ね、2005年に年間2勝、2008年に3勝を記録した。2009年のマスターズで、ペリーに13年ぶりのチャンスが訪れた。4月12日の最終ラウンドで、ペリーはアンヘル・カブレラ（アルゼンチン）と一緒に最終組を回り、16番ホールまで単独首位に立っていたが、17番・18番ホールで連続ボギーをたたいてしまう。その結果、ペリーとカブレラとチャド・キャンベル（アメリカ）の3人が 12 アンダーパー（-12, 276ストローク）で並び、優勝争いはプレーオフにもつれ込んだ。プレーオフ最初のホールは18番で行われ、まずキャンベルがボギーで脱落する。2ホール目は10番に移り、ここでペリーは第2打のミスによりボギーとしたため、パーで終了したカブレラにマスターズ優勝をさらわれた。ブルックスに敗れた13年前の全米プロゴルフ選手権に続き、またもペリーはプレーオフでつまずき、48歳8か月でメジャー大会最年長優勝者になるチャンスを逃した。2009年度は、2月初頭の「FBRオープン」と6月末の「トラベラーズ選手権」で2勝を挙げている。

## ツアー優勝歴

### PGAツアー（14勝）
- 1991年：メモリアル・トーナメント
- 1994年：ニューイングランド・クラシック
- 1995年：ボブ・ホープ・クライスラー・クラシック
- 2001年：ビュイック・オープン
- 2003年：バンク・オブ・アメリカ・コロニアル、メモリアル・トーナメント、グレーター・ミルウォーキー・オープン
- 2005年：ベイヒル招待、バンク・オブ・アメリカ・コロニアル
- 2008年：メモリアル・トーナメント、ビュイック・オープン、ジョンディア・クラシック
- 2009年：FBRオープン、トラベラーズ選手権

### チャンピオンズツアー（7勝）
- 2011年：SAS選手権
- 2012年：ACEグループ・クラシック
- 2013年：シニア・プレーヤーズ選手権、全米シニアオープン、AT&T選手権
- 2014年：リージョンズ・トラディション、3M選手権
- 2015年：3M選手権